# Wang Xiaotang
En una onomàstica xinesa Wang es el cognom i Xiaotang el prenom.
Wang Xiaotang (xinès simplificat: 王晓棠) (Kaifeng 1934 - ) Actriu, guionista i directora de cinema xinesa, que també va ocupar càrrecs a nivell militar. Va ser una de les vint-i-dues estrelles (actors i actrius) del cinema xinès dels anys 60, inclosa en la llista que va proposar el Ministeri de Cultura del moment i que d'alguna forma va ser aprovada pel primer ministre Zhou Enlai.

## Biografia
Wang Xiaotang va néixer el 4 de gener de 1934 a Kaifeng, província de Henan (Xina). Després de l'esclat de la segona guerra sino-japonesa es va traslladar a Sichuan amb els seus pares, després va tornar a la seva ciutat natal i posteriorment va anar a Hangzhou. Després de l'escola secundària es va graduar a l'Escola Tècnica Provincial de Zhejiang i va continuar estudiant l'Òpera de Pequín pel seu compte.

#### Trajectòria política i militar
Va exercir com a representant del 14è Congrés Nacional del Partit Comunista de la Xina (1989), i membre del 8à i 9à Assemblea Popular Nacional de la Xina.
L'any 1952 va entrar a l'exèrcit i va ser admèsa a la companyia de l'Òpera de Pequín de l'Agrupació General d'Art Polític de l'Exèrcit. Dins l'Exèrcit Popular d'Alliberament , el 1988 va obtenir el grau de coronel sènior i el 1993 va assolir el grau de General major.

#### Revolució cultural
Durant la Revolució Cultural va ser acusada de "contrarevolucionària" pel fet de tenir manuscrits d'autors considerats "dretans". El desembre de 1969 va ser enviada a un suburbi de Pequín i desprès a una explotació forestal a Beitian on si va estar sis anys. No va ser rehabilitada fins al 1975 quan va tornar als estudis Bayi.

#### Carrera cinematogràfica
El 1955, Wang va ser seleccionada per Changchun Film Studio per protagonitzar la seva primera pel·lícula, "神秘的旅伴" (Mysterious Travelling Companion) interpretant el paper d'una noia, Xiao Liying, de l'ètnia Yis, film dirigit per Li Nong, amb qui va tornar a coll·laborar el 1957 amb "邊寨烽火" (Skirmishes on the Border). El 1958, Wang va ser transferida al August Firts Film Studio també conegut com Bayi Film Studio, estudis cinematogràfics propietat de l'Exercit, on de fet va començar la seva carrera d'actriu professional amb pel·lícules com "英雄虎膽" (The Intrepid Hero) i "海鹰" (Sea Hawk).  Després de tornar de l'exili forçat per la Revolució Cultural va seguir treballant als estudis i va començar a dirigir pel·lícules. Entre 1992 i 1998 va ocupar el càrrec de directora dels estudis amb una gestió notable, passant d'una situació de perdues a guanys de més de 60 milions de iuans de guanys.
L'agost de 1998, va ser elegida vicepresidenta de l'Associació de Cinema de la Xina.

## Filmografia destacada

#### Actriu
| Any  | Títol xinès    | Títol anglès                                         | Paper               | Director               |
| ---- | -------------- | ---------------------------------------------------- | ------------------- | ---------------------- |
| 1955 | 神秘的旅伴     | Mysterius Companion (Mysterius Travelling Companion) | Xiao Liying         | Li Nong                |
| 1957 | 邊寨烽火       | Skirmishes on the Border                             | Ma Nuo              | Li Nong                |
| 1958 | 英雄虎膽       | The Intrepid Hero                                    | A Lan               | Yan Jizhou i Hao Guang |
| 1959 | 海鹰           | Sea Hawk                                             | Wu Yufen            |                        |
| 1962 | 英雄虎膽       | Storm over Ordos                                     | Wu Yunhua           | Hao Guang              |
| 1982 | 野火春風鬥古城 | Struggles in an Ancient City                         | Jin Huan i Yin Huan | Yan Jizhou             |
| 1982 | 翔             | Flying                                               |                     | Wang Xiaotang          |

#### Directora
| Any  | Títol xinès | Títol anglès              |
| ---- | ----------- | ------------------------- |
| 1982 | 翔          | Flying                    |
| 1986 | 老鄉        | The People of My Hometown |
| 2001 | 芬芳誓言    | Fragrant Vows (2001)      |

## Premis
| Any  | Premi                                                                          | Motiu                           |
| ---- | ------------------------------------------------------------------------------ | ------------------------------- |
| 1958 | 11è Festival Internacional de Cinema de Karlovy Vary                           | Millor actriu jove per 邊寨烽火 |
| 1995 | China Film Century Award                                                       | Millor actriu                   |
| 2001 | 21è premi Gall d'Or (Jinji Jiang)                                              | Guió de 芬芳誓言                |
| 2009 | 12è premi Golden Phoenix de la Societat de Cinema i Arts Escèniques de la Xina | Trajectòria professional        |
| 2012 | Premi Huading                                                                  | Trajectòria professional        |
| 2015 | 30è premis Gall d'Or                                                           | Trajectòria professional        |

L'any 2005, a l'esdeveniment celebrat per la Societat de Cinema i Arts Escèniques de la Xina per celebrar el 100è aniversari del cinema xinès, va ser seleccionada com un dels 100 actors destacats del 100è aniversari del cinema xinès.